# Устье Мёзы (департамент)
Устье Мёзы (фр. Bouches-de-la-Meuse) — административная единица Первой французской империи, располагавшаяся на землях современной нидерландской провинции Южная Голландия. Департамент назван по реке Маас, название которой по-французски звучит как «Мёз».
Департамент был создан 1 января 1811 года, после того как Королевство Голландия было аннексировано Францией.
После разгрома Наполеона эти земли вошли в состав Объединённого королевства Нидерландов.